# Лукашик, Константин Яковлевич
Константин Яковлевич Лукашик (1898 год — ?) — советский хозяйственный и государственный деятель, председатель Тарского окрисполкома (1927)

## Биография
Родился в 1898 году. В 1923 году был продкомиссаром Татарского упродкома. Член ВКП(б). В 1927 году был председателем Тарского окрисполкома. Позже был Эйхенского райисполкома Новосибирска. 22—23 сентября 1937 года, будучи председателем Эйхенского райсовета, как «белобандит, колчаковский каратель, обманным путём пробравшийся в партию» был исключён из членов ВКП(б).